# アンカー効果
アンカー効果（アンカーこうか）とは、接着や塗装において、材料表面の微細な凹凸に接着剤が木の根のように入り込んで硬化することで接着力が高まる効果のこと。投錨効果、ファスナー効果ともいう。